# وشیست
وشیست (به لاتین: Veshist) یک منطقهٔ مسکونی در تاجیکستان است که در ولایت سغد واقع شده‌است.